# Marathon van Berlijn 2001
De marathon van Berlijn 2001 werd gelopen op zondag 30 september 2001. Het was de 28e editie van deze marathon.
De Keniaan Joseph Ngolepus kwam bij de mannen als eerste over de streep in 2:08.47. De Japanse Naoko Takahashi won bij de vrouwen. Met haar tijd van 2:19.46 verbeterde ze niet alleen het parcoursrecord, maar ook het wereldrecord op de marathon. Ze werd hiermee bovendien de eerste vrouw die de marathon binnen de 2 uur en 20 minuten aflegde.

## Uitslagen

### Mannen
| rang   | naam              | land | tijd    |
| ------ | ----------------- | ---- | ------- |
| Goud   | Joseph Ngolepus   | KEN  | 2:08.47 |
| Zilver | Willy Cheruiyot   | KEN  | 2:09.08 |
| Brons  | William Kiplagat  | KEN  | 2:09.55 |
| 4      | Tsuyoshi Ogata    | JPN  | 2:10.06 |
| 5      | Danilo Goffi      | ITA  | 2:10.35 |
| 6      | Frederick Chumba  | KEN  | 2:10.36 |
| 7      | Makhosonke Fika   | RSA  | 2:10.47 |
| 8      | Viktor Röthlin    | SUI  | 2:10.54 |
| 9      | Tesfaye Eticha    | ETH  | 2:11.19 |
| 10     | João N'Tyamba     | ANG  | 2:11.40 |
| 11     | Jimmy Muindi      | KEN  | 2:11.42 |
| 12     | Andre Luis Ramos  | BRA  | 2:11.47 |
| 13     | Elenilson daSilva | BRA  | 2:12.14 |
| 14     | Romulo Wagner     | BRA  | 2:12.24 |
| 15     | Adam Dobrzynski   | POL  | 2:12.29 |

### Vrouwen
| rang   | naam                | land | tijd    |
| ------ | ------------------- | ---- | ------- |
| Goud   | Naoko Takahashi     | JPN  | 2:19.46 |
| Zilver | Tegla Loroupe       | KEN  | 2:28.03 |
| Brons  | Kathrin Wessel      | GER  | 2:28.27 |
| 4      | Shiki Terasaki      | JPN  | 2:33.23 |
| 5      | Ai Sugihara         | JPN  | 2:34.56 |
| 6      | Bev Hartigan        | GBR  | 2:36.02 |
| 7      | Tina Maria Ramos    | ESP  | 2:36.25 |
| 8      | Dagmar Rabensteiner | AUT  | 2:38.03 |
| 9      | Christine Stief     | GER  | 2:38.52 |
| 10     | Susanne Johansson   | SWE  | 2:40.29 |

1974 ·
1975 ·
1976 ·
1977 ·
1978 ·
1979 ·
1980 ·
1981 ·
1982 ·
1983 ·
1984 ·
1985 ·
1986 ·
1987 ·
1988 ·
1989 ·
1990 ·
1991 ·
1992 ·
1993 ·
1994 ·
1995 ·
1996 ·
1997 ·
1998 ·
1999 ·
2000 ·
2001 ·
2002 ·
2003 ·
2004 ·
2005 ·
2006 ·
2007 ·
2008 ·
2009 ·
2010 ·
2011 ·
2012 ·
2013 ·
2014 ·
2015 ·
2016 ·
2017 ·
2018